# Escoda
La escoda es una herramienta usada en cantería para, mediante percusión, extraer la piedra de la cantera y posteriormente, para labrarla. Era utilizada principalmente en la Edad Media. Al acto de labrar la piedra con escoda se le denomina escodar.
Se trata de la herramienta de la familia del trinchante, con los filos lisos, y sin dientes.

## Descripción
Este tipo de martillo se compone de dos partes: el mango, tradicionalmente de madera de fresno, que se suele sujetar con las dos manos, y el cuerpo del martillo, de aleación de acero. Hoy en día, el mango de plástico está muy extendido, pero el de madera es más común. La herramienta pesa entre 1 y 2 kilos.

## Variedades
Una herramienta similar a una escoda, pero con los filos en planos perpendiculares, es la picola.  Como la piqueta, la picola tiene los filos perpendiculares, pero es mucho más robusta para trabajos en piedra.

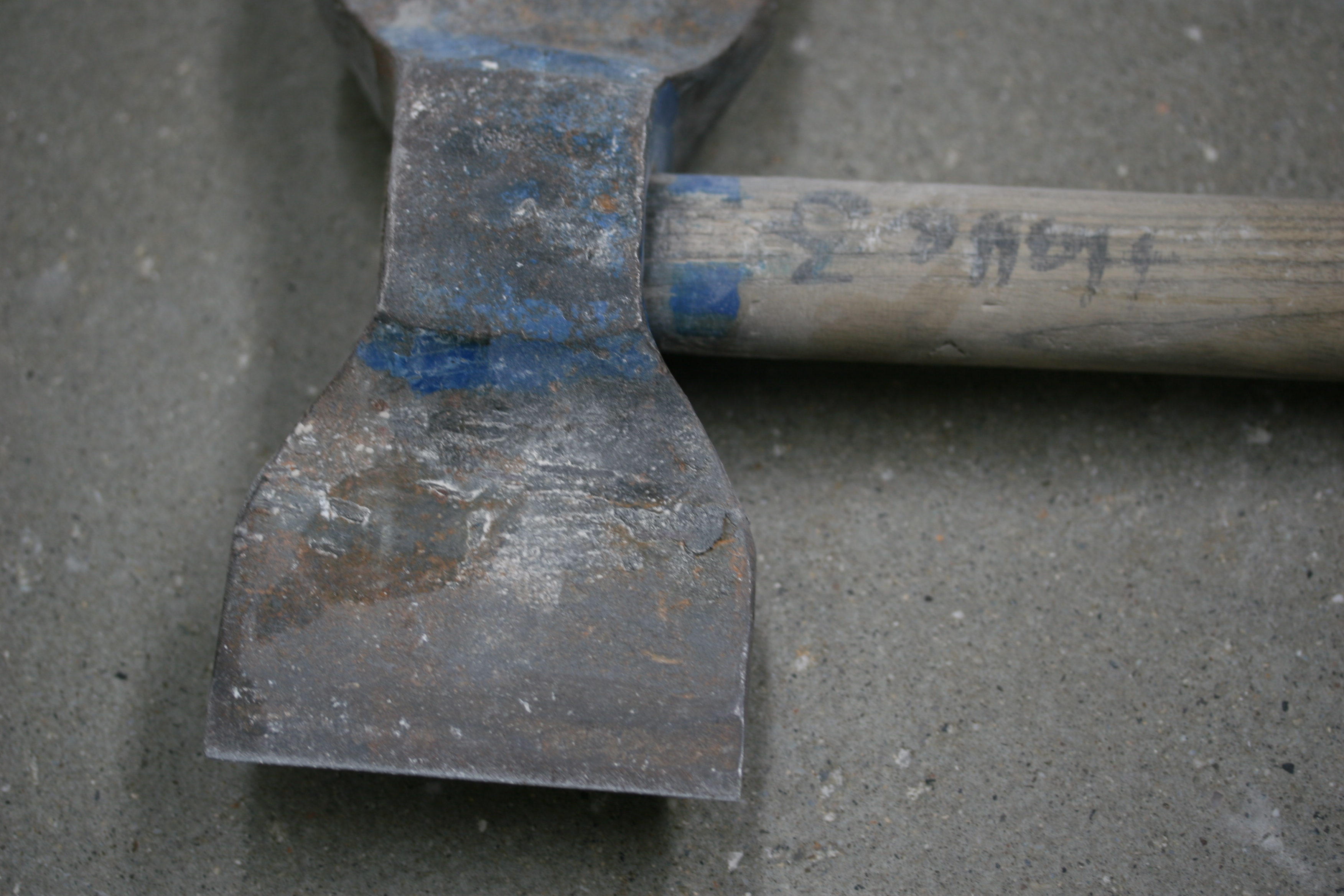
Escoda.
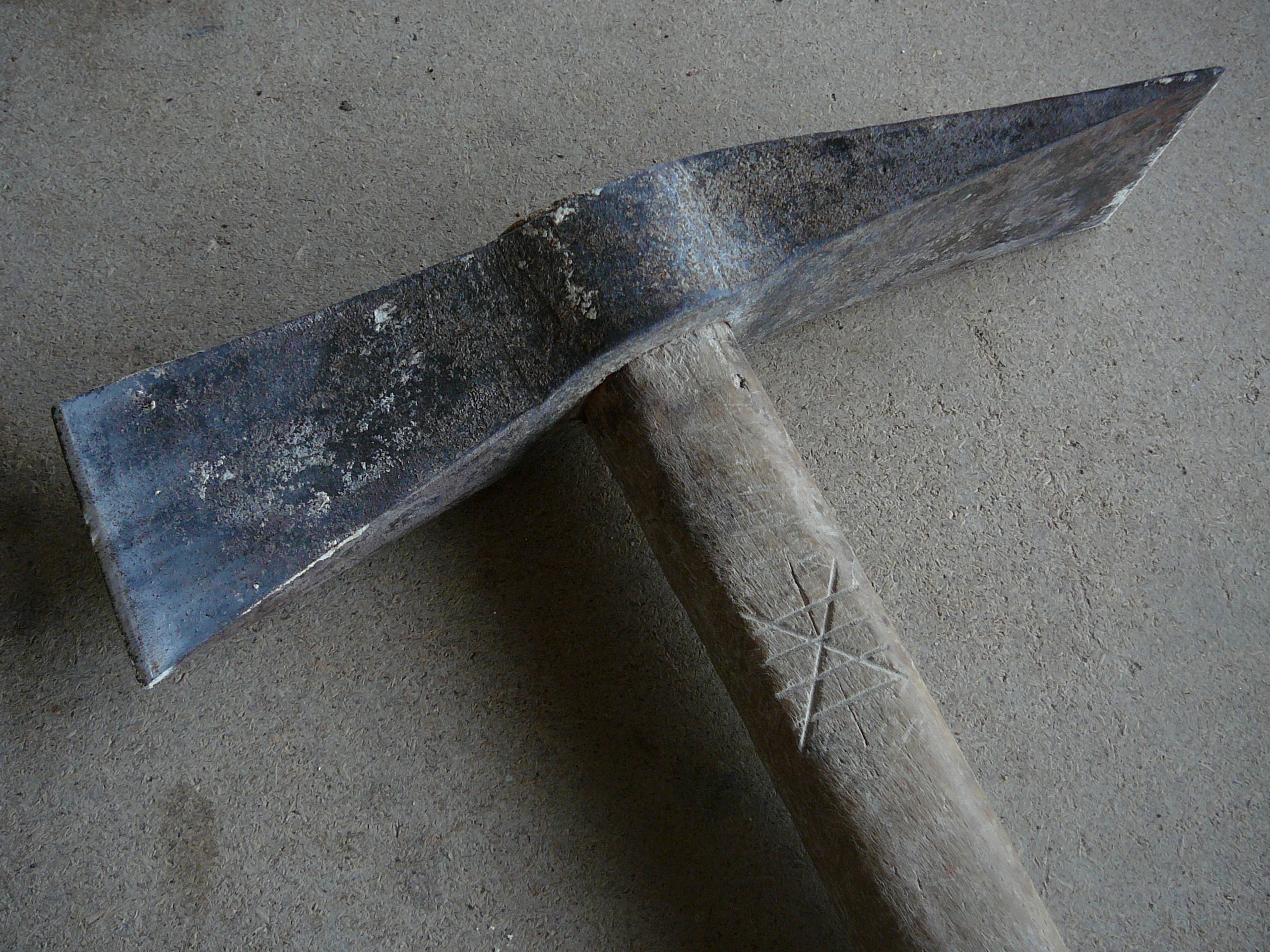
Picola.
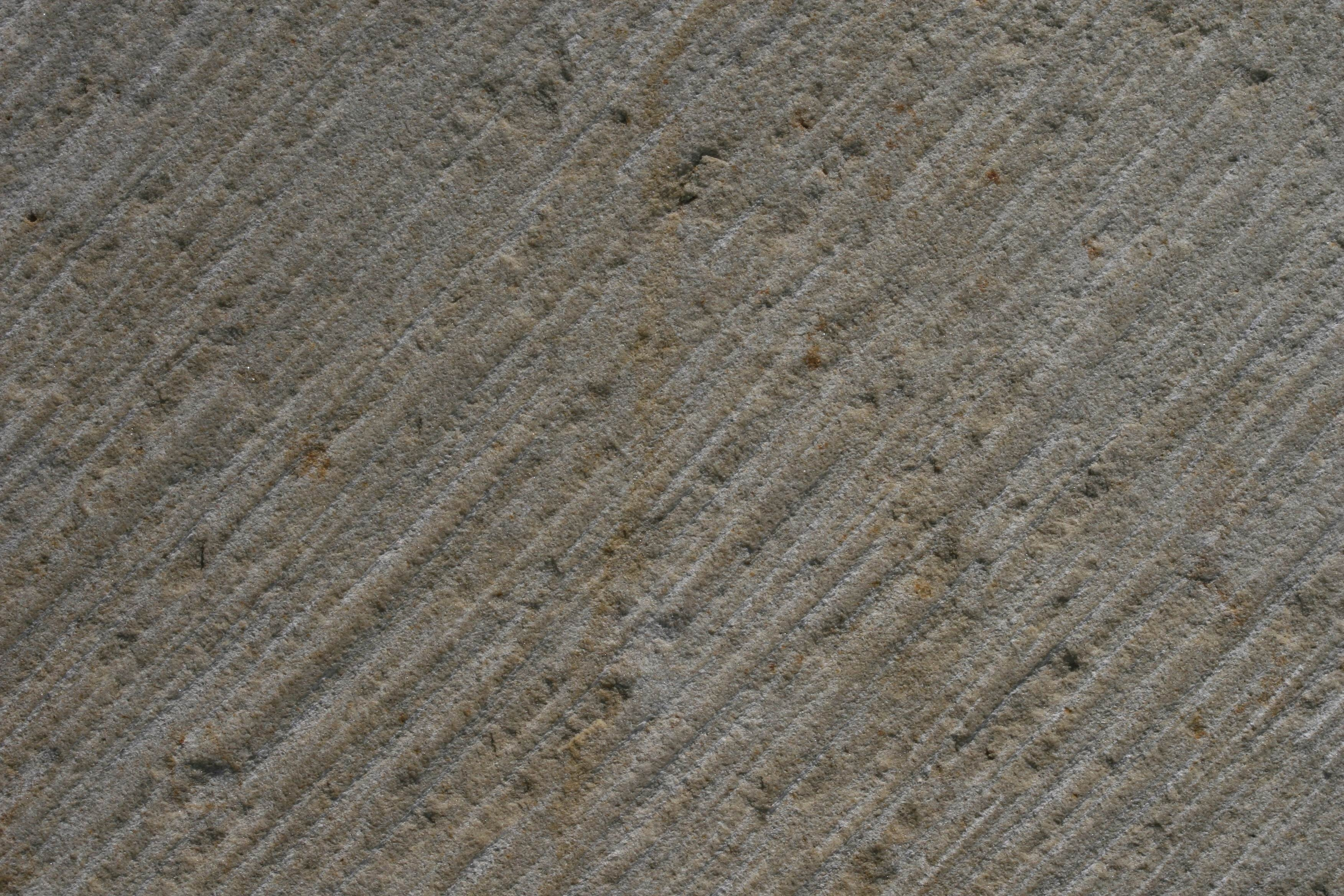
Aspecto de una piedra tallada con escoda o picola.